# World Series of Poker 2009

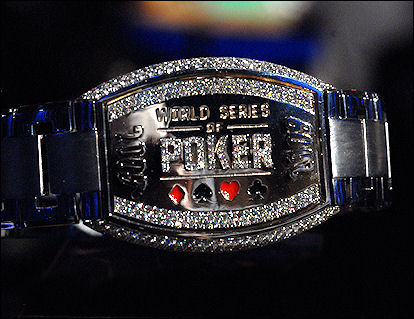
Il braccialetto per il vincitore del Main Event delle WSOP 2009

Le World Series of Poker 2009 furono la quarantesima edizione della manifestazione. Si tennero dal 26 maggio al 15 luglio presso il casinò Rio All Suite Hotel and Casino di  Las Vegas. Il tavolo finale fu disputato dal 7 al 9 novembre.
Il vincitore del Main Event fu Joe Cada.

## Eventi preliminari
| Evento                                                              | Iscritti | Vincitore         | Premio     | Ultimo giocatore eliminato |
| ------------------------------------------------------------------- | -------- | ----------------- | ---------- | -------------------------- |
| $500 Casino Employees No Limit Hold'em                              | 866      | Andrew Cohen      | $83.778    | Paul Peterson              |
| $40.000 No Limit Hold'em                                            | 201      | Vitaly Lunkin     | $1.891.012 | Isaac Haxton               |
| $1.500 Omaha Hi-Low Split 8 or Better                               | 918      | Thang Luu         | $263.135   | Ed Smith                   |
| $1.000 No Limit Hold'em                                             | 6.012    | Steve Sung        | $771.106   | Peter Vilandos             |
| $1.500 Pot Limit Omaha                                              | 809      | Jason Mercier     | $237.415   | Steven Burkholder          |
| $10.000 World Championship Seven card stud                          | 142      | Freddie Ellis     | $373.744   | Eric Drache                |
| $1.500 No Limit Hold'em                                             | 2.791    | Travis Johnson    | $666.853   | Steve Karp                 |
| $2.500 2-7 Draw poker Lowball                                       | 147      | Phil Ivey         | $96.361    | John Monnette              |
| $1.500 No Limit Hold'em Shorthanded                                 | 1.459    | Ken Aldridge      | $428.259   | Carman Cavella             |
| $2.500 Pot Limit Hold'em/Omaha                                      | 453      | Rami Boukai       | $244.862   | Najib Bennani              |
| $2.000 No Limit Hold'em                                             | 1.646    | Anthony Harb      | $569.199   | Peter Rho                  |
| $10.000 World Championship Mixed Event                              | 194      | Ville Wahlbeck    | $492.375   | David Chiu                 |
| $2.500 No Limit Hold'em                                             | 1.088    | Keven Stammen     | $506.786   | Angel Guillen              |
| $2.500 Limit Hold'em Shorthanded                                    | 367      | Brock Parker      | $223.688   | Daniel Negreanu            |
| $5.000 No Limit Hold'em                                             | 655      | Brian Lemke       | $692.658   | Fabian Quoss               |
| $1.500 Seven Card Stud                                              | 359      | Jeff Lisandro     | $124.959   | Rodney H. Pardey           |
| $1.000 Ladies No Limit Hold'em World Championship                   | 1.060    | Lisa Hamilton     | $195.390   | Lori Bender                |
| $10.000 World Championship Omaha Hi-Low Split 8 or Better           | 179      | Daniel Alaei      | $445.898   | Scott Clements             |
| $2.500 No Limit Hold'em Shorthanded                                 | 1.068    | Brock Parker      | $552.745   | Joe Serock                 |
| $1.500 Pot Limit Hold'em                                            | 633      | J.P. Kelly        | $194.434   | Marc Tschirch              |
| $3.000 H.O.R.S.E.                                                   | 452      | Zac Fellows       | $311.899   | James Van Alstyne          |
| $1.500 No Limit Hold'em Shootout                                    | 1.000    | Jeff Carris       | $313.673   | Jason Somerville           |
| $10.000 World Championship Draw Lowball                             | 96       | Nick Schulman     | $279.742   | Ville Wahlbeck             |
| $1.500 No Limit Hold'em                                             | 2.506    | Peter Vilandos    | $607.256   | Andy Seth                  |
| $2.500 Omaha/Seven Card Stud Hi-Low 8 or Better                     | 376      | Phil Ivey         | $220.538   | Ming Lee                   |
| $1.500 Limit Hold'em                                                | 643      | Tomas Alenius     | $197.488   | Jason Tam                  |
| $5.000 Pot Limit Omaha Hi-Low Split 8 or Better                     | 198      | Roland de Wolfe   | $246.616   | Brett Richey               |
| $1.500 No Limit Hold'em                                             | 2.638    | Mike Eise         | $639.331   | Jeff Chang                 |
| $10.000 World Championship Heads Up No Limit Hold'em                | 256      | Leo Wolpert       | $625.682   | John Duthie                |
| $2.500 Pot Limit Omaha                                              | 436      | J. C. Tran        | $235.685   | Jeff Kimber                |
| $1.500 H.O.R.S.E.                                                   | 770      | James Van Alstyne | $247.033   | Tad Jurgens                |
| $2.000 No Limit Hold'em                                             | 1.534    | Ángel Guillén     | $530.548   | Mika Paasonen              |
| $10.000 World Championship Limit Hold'em                            | 185      | Greg Mueller      | $460.836   | Pat Pezzin                 |
| $1.500 No Limit Hold'em                                             | 2.095    | Eric Baldwin      | $521.932   | Jonas Klausen              |
| $5.000 Pot Limit Omaha                                              | 363      | Richard Austin    | $409.484   | Sorel Mizzi                |
| $2.000 No Limit Hold'em                                             | 1.695    | Jordan Smith      | $586.212   | Ken Lennaárd               |
| $10.000 World Championship Seven Card Stud Hi-Low Split 8 or Better | 164      | Jeff Lisandro     | $431.656   | Farzad Rouhani             |
| $2.000 Limit Hold'em                                                | 446      | Marc Naalden      | $190.770   | Steven Cowley              |
| $1.500 No Limit Hold'em                                             | 2.715    | Ray Foley         | $657.969   | Brandon Cantu              |
| $10.000 World Championship Pot Limit Omaha                          | 295      | Matt Graham       | $679.379   | Vitaly Lunkin              |
| $5.000 No Limit Hold'em Shootout                                    | 280      | Peter Traply      | $348.728   | Andrew Lichtenberger       |
| $2.500 Mixed Event                                                  | 412      | Jerrod Ankenman   | $241.637   | Sergey Altbregin           |
| $1.000 Seniors No Limit Hold'em World Championship                  | 2.707    | Michael Davis     | $437.358   | Scott Buller               |
| $2.500 Razz                                                         | 315      | Jeff Lisandro     | $188.370   | Michael Craig              |
| $10.000 World Championship Pot Limit Hold'em                        | 275      | John Kabbaj       | $633.335   | Kirill Gerasimov           |
| $2.500 Omaha Hi-Low Split 8 or Better                               | 424      | Derek Raymond     | $229.192   | Mark Tenner                |
| $2.500 Mixed Hold'em (limit/no limit)                               | 527      | Bahador Ahmadi    | $278.804   | John McGuiness             |
| $1.500 Pot Limit Omaha Hi-Low Split 8 or Better                     | 762      | Brandon Cantu     | $228.867   | Lee Watkinson              |
| $50.000 World Championship H.O.R.S.E.                               | 95       | David Bach        | $1.276.802 | John Hanson                |
| $1.500 Limit Hold'em Shootout                                       | 572      | Greg Mueller      | $194.854   | Marc Naalden               |
| $1.500 No Limit Hold'em                                             | 2.781    | Carsten Joh       | $664.426   | Andrew Chen                |
| $3.000 Triple Chance No Limit Hold'em                               | 854      | Jorg Peisert      | $506.800   | Jason DeWitt               |
| $1.500 Seven Card Stud Hi-Low 8 or Better                           | 467      | David Halpern     | $159.390   | William Kohler             |
| $1.500 No Limit Hold'em                                             | 2.818    | Tony Veckey       | $673.276   | Jason Wheeler              |
| $2.500 2-7 Triple Draw Lowball                                      | 257      | Abe Mosseri       | $165.521   | Masayoshi Tanaka           |
| $5.000 No Limit Hold'em Shorthanded                                 | 928      | Matt Hawrilenko   | $1.003.163 | Josh Brikis                |

## Main Event
I partecipanti al Main Event furono 6.494. Ciascuno di essi pagò un buy-in di 10.000 dollari. Tuttavia alcuni partecipanti ebbero accesso al Main Event grazie alla vittoria in alcuni tornei on-line di qualificazione.
Il Main Event fu disputato suddividendo i giorni di gara. La prima fase andò dal 3 al 15 luglio; il tavolo finale venne invece disputato dal 7 al 9 novembre. La suddivisione dei giorni di gioco fu la seguente:

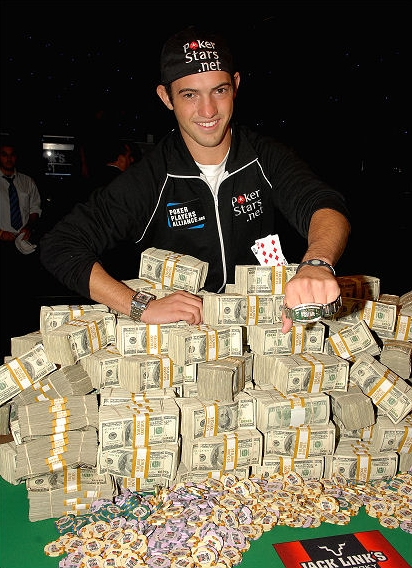
Joe Cada, vincitore del Main Event

| Giorno                            | Data           |
| --------------------------------- | -------------- |
| 1A                                | 3 luglio 2009  |
| 1B                                | 4 luglio 2009  |
| 1C                                | 5 luglio 2009  |
| 1D                                | 6 luglio 2009  |
| 2A                                | 7 luglio 2009  |
| 2B                                | 8 luglio 2009  |
| Media Event                       | 9 luglio 2009  |
| 3                                 | 10 luglio 2009 |
| 4                                 | 11 luglio 2009 |
| 5                                 | 12 luglio 2009 |
| 6                                 | 13 luglio 2009 |
| 7                                 | 14 luglio 2009 |
| 8                                 | 15 luglio 2009 |
| Tavolo finale                     |                |
| 7 novembre 2009 → 9 novembre 2009 |                |

### Tavolo finale
| Piazzamento | Nome             | Premio     |
| ----------- | ---------------- | ---------- |
| 1°          | Joe Cada         | $8.547.042 |
| 2°          | Darvin Moon      | $5.182.928 |
| 3°          | Antoine Saout    | $3.479.670 |
| 4°          | Eric Buchman     | $2.502.890 |
| 5°          | Jeff Shulman     | $1.953.452 |
| 6°          | Steven Begleiter | $1.587.160 |
| 7°          | Phil Ivey        | $1.404.014 |
| 8°          | Kevin Schaffel   | $1.300.231 |
| 9°          | James Akenhead   | $1.263.602 |